# Monte Acero
Il monte Acero è un rilievo isolato sito nella valle Telesina condiviso dai comuni di San Salvatore Telesino e di Faicchio, vicino ai monti Monaco di Gioia e sue cime, propaggini del Matese.

## Mura megalitiche

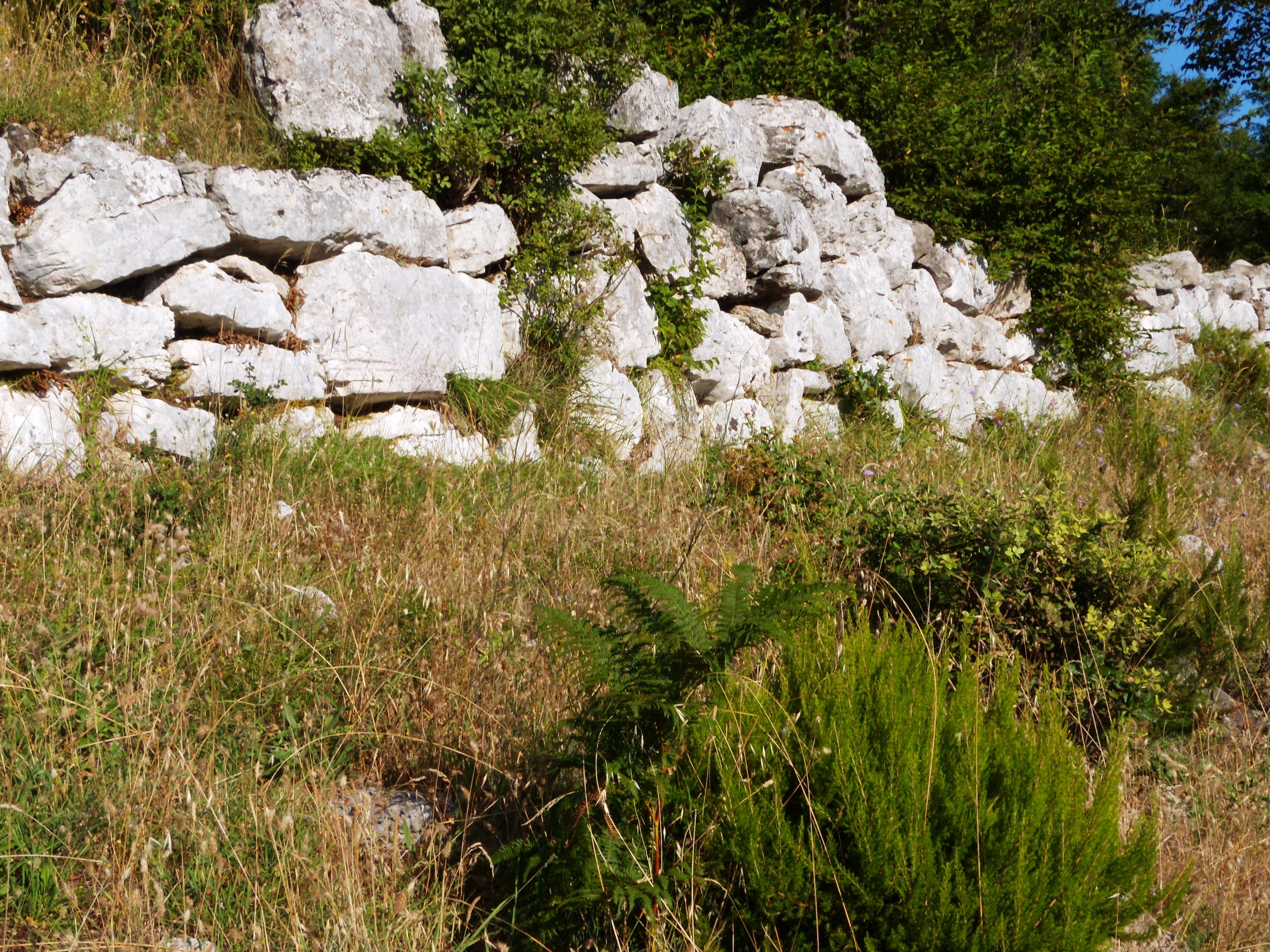
Le mura megalitiche.

La vetta del monte è cinta da circa tre chilometri di mura megalitiche di età osco sannita (VI secolo a.C.) che costituivano la cosiddetta "Arce di Monte Acero", una fortezza usata dai sanniti come importante punto di avvistamento. 
Le mura sono costituite da grossi massi di pietra squadrati e disposti a secco. La parte meglio conservata è quella lontano dai sentieri e che corre verso la parte meridionale della montagna. 
Due sono le aperture che si individuano nelle mura e che sono originarie: una a meridione, verso Telesia, ed un'altra verso settentrione.
La forma dei blocchi di pietra tende ad essere rettangolare e lo spazio che si viene a formare fra i vari blocchi è riempito da pietrame. 
L'altezza media è di 3,5 metri.

## Monumento a Gesù Redentore

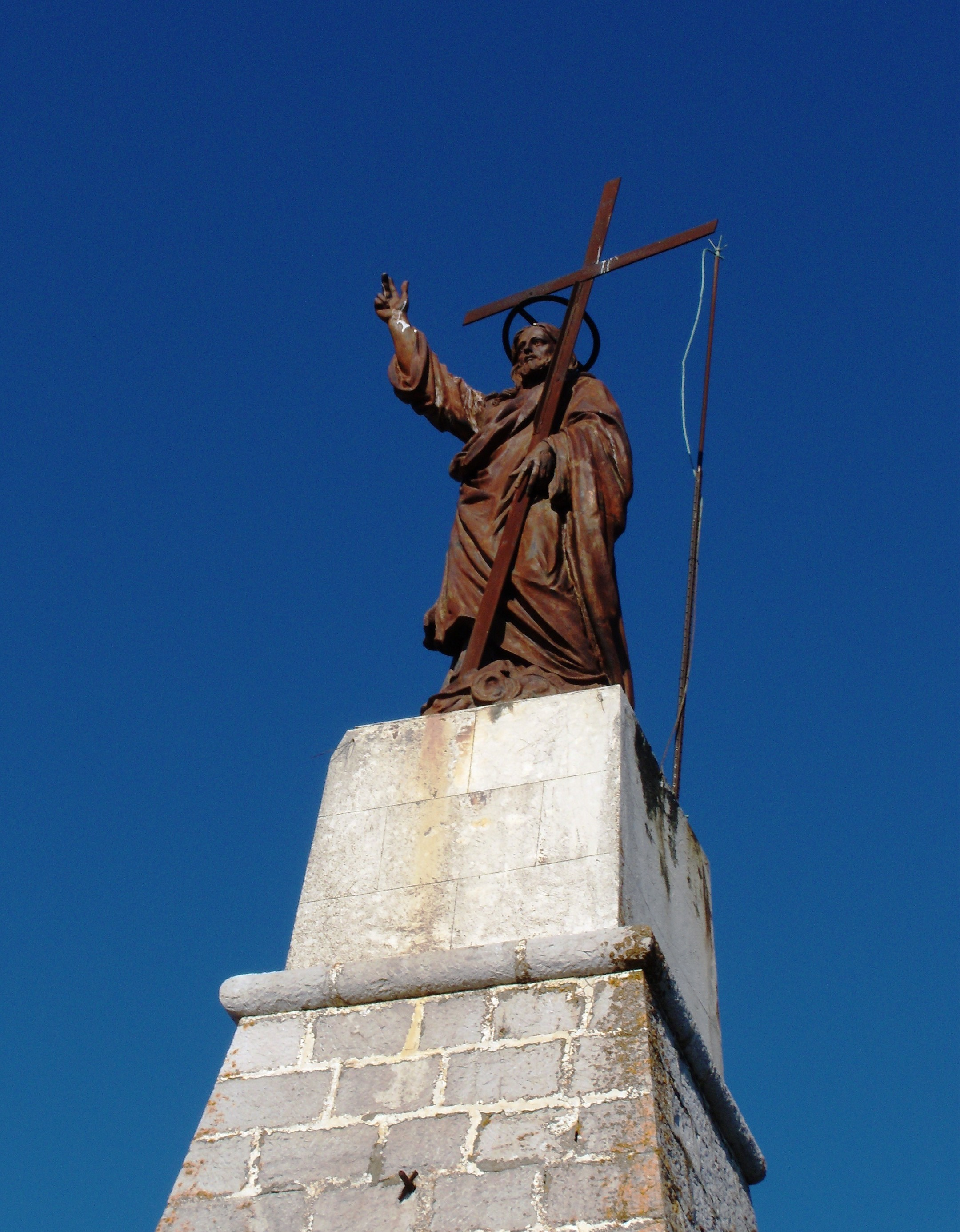
Il Monumento.

Sulla vetta a levante del monte si erge il monumento in ghisa a Gesù Redentore, posto al di sopra di una base piramidale quadrangolare in conci di pietra lavorata con all'interno una angusta cappella. 
Il monumento venne eretto nel 1902 assieme ad altri diciannove monumenti al Cristo voluti dal Papa Leone XIII in occasione del nuovo secolo ed è opera della ditta Rosa Zanazio di Roma.
All'epoca costò ben 4.000 lire circa, una cifra importante, sovvenzionata dalle offerte provenienti da tutta la Diocesi.
Contestualmente all'erezione del monumento il comitato propose la costruzione alle falde della montagna di una casa di ricovero per gli ammalati di tubercolosi anche se nulla in tal senso fu fatto per mancanza di fondi.
L'attuale scultura è stata restaurata negli anni '70 a spese di Emilio Bove dopo un ciclone che la fece rovinare a terra.
Ogni anno, per ricordare l'erezione del monumento, la prima domenica di agosto di primo mattino si svolge un pellegrinaggio che parte da Cerreto Sannita.